# Lodovico Flangini
Lodovico Flangini (Venezia, 1677 – Mar Egeo, 22 giugno 1717) è stato un ammiraglio italiano.
Nel 1717 sostituì l'ammiraglio Andrea Corner nell'incarico di Capitano Straordinario delle Navi e Comandante dell'Armata Grossa di stanza a Corfù. Fu comandante della squadra veneziana durante i combattimenti di Imbro (12-13 maggio) e Monte Santo (16 maggio 1717) contro la squadra navale turca al comando di Ibrahim Pascià.

## Biografia
Nacque a Venezia nel 1677 da nobile famiglia appartenente al patriziato veneziano, terzo figlio di Girolamo, Senatore e membro del Consiglio dei Dieci.
Arruolatosi giovanissimo nell'Armada da Mar veneziana partecipò alla prima guerra di Morea come Governator di Nave (comandante di galea), combattendo nel 1696-1697 sotto il Provveditore Grimani
Fu poi Provveditore straordinario di Terraferma a Orzinuovi nel 1701,  a Brescia nel 1704 e a Bergamo nel 1706.
Nel 1717, in piena seconda guerra di Morea, con il rango di Capitano Straordinario delle Navi assunse, in sostituzione di Andrea Corner,  il comando dell’Armata Grossa di stanza a Corfù che contava 28 vascelli suddivisi in 3 divisioni (Rossa, Gialla e Blu), 18 galere, 2 galeazze, 10 galeotte, 4 brulotti, e 2 corvette. L'armata navale ausiliaria comprendeva invece 7 vascelli portoghesi, 5 pontifici, 4 maltesi, 5 galere spagnole, 4 pontificie, 3 maltesi, 3 toscane e 2 genovesi. Alzò la sua insegna sul nuovo vascello da 70 cannoni Leon Trionfante, e il 12 maggio conseguì una parziale vittoria nei pressi dell’isola di Imbro costringendo la squadra turca, forte di 42 navi, alla ritirata.

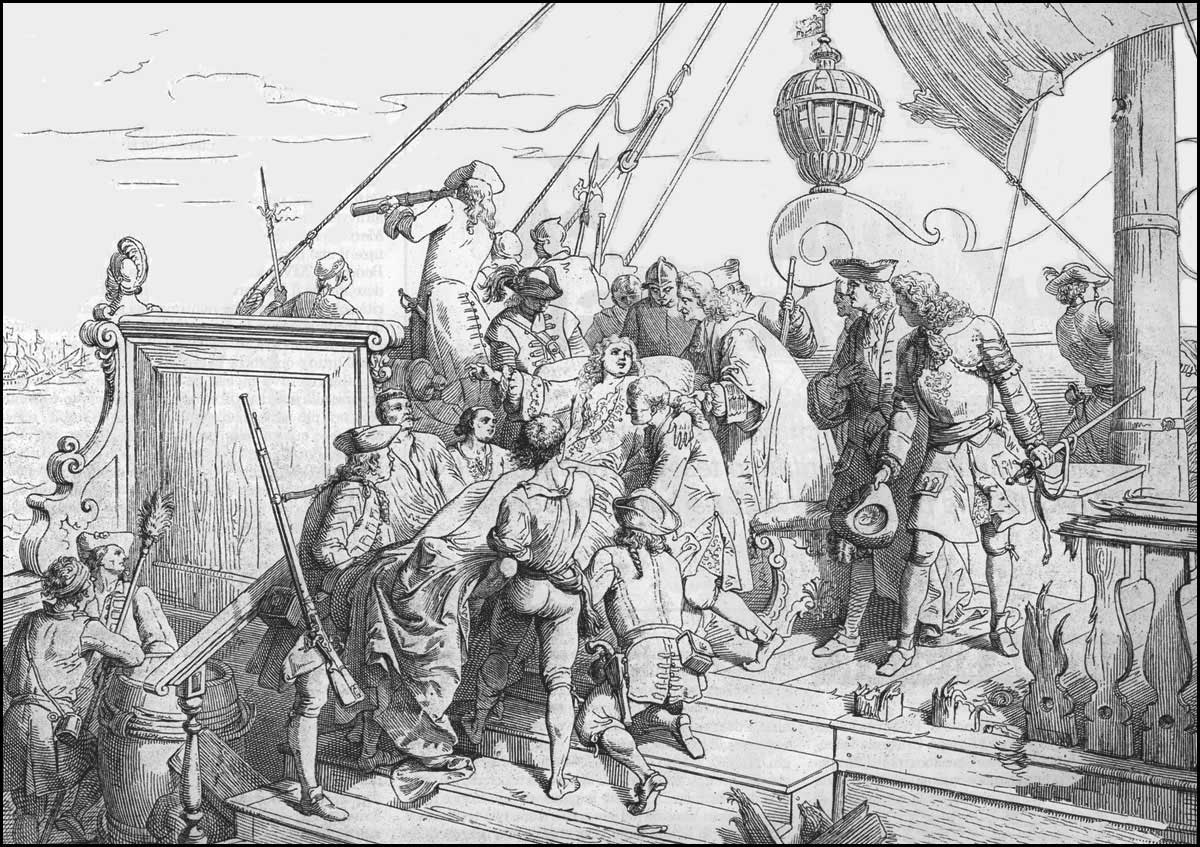
Lodovico Flangini, ferito mortalmente sulla propria nave, comanda la battaglia contro la flotta turca, 1717. Di Giuseppe Gatteri (1829-1884), in Storia Veneta Espressa in Centocinquanta Tavole (Grimaldo, 1867).

Nella grande battaglia navale combattuta il 16 maggio tra il promontorio di Monte Santo e l'isola di Strati la squadra veneziana conseguì un successo tattico contro quella turca al comando di Ibrahim Pascià. Sei navi turche furono gravemente danneggiate ma, mentre la squadra turca iniziava la ritirata inseguita dalle navi veneziane, un colpo di moschetto sparato in distanza lo colpì al collo ferendolo gravemente. Portatasi a Thermia, una delle isole Cicladi, la squadra veneziana riprese quindi il largo impegnando combattimento il 22 giugno. Fattosi portare sul ponte di comando del Lion Trionfante continuò a dirigere la battaglia fino a quando non morì. Poco prima di spirare incitò i suoi uomini con la frase Verdè, San Marco ne aiuta.
Il suo corpo fu trasportato a Venezia dove gli furono tributati solenni funerali, e il fratello Costantino fu insignito del titolo di Cavaliere dell'Ordine della Stola d'oro. Il poeta e musicista Benedetto Marcello compose in sua memoria un’ode intitolata Corona Poetica in Morte di S.E. Lodovico Flangini, Fù Capitano Estraordinario delle Navi.

### Annotazioni
1. ↑  La squadra veneziana ebbe 123 morti e 94 feriti tra le milizie e 160 feriti fra i marinai, mentre quella turca perse 2 vascelli e 2 galeotte, colati a picco, e lamentò l'uccisione di 1 390 uomini.
2. ↑  Inoltre la Sublime Porta lamentò la perdita di 8 comandanti di nave e la morte o il ferimento di 2 500 uomini.

### Fonti
1. ↑  Flangini, Flangini 2015, p. 111.
2. ↑  Flangini - Dizionario Storico-Portatile Di Tutte Le Venete Patrizie Famiglie
3. ↑  Flangini - Libro dei nobili veneti, messo in luce
4. ↑  Garzoni 1720, p. 692.
5. ↑  Garzoni 1716, p. 692.
6. ↑  Garzoni 1716, p. 384.
7. ↑  Garzoni 1716, p. 481.
8. ↑  Flangini, Flangini 2015, p. 105.
9. ↑  Flangini, Flangini 2015, p. 106.
10. 1 2 3  Flangini, Flangini 2015, p. 108.
11. ↑  Flangini, Flangini 2015, p. 110.